# Eryngium hemisphaericum
Eryngium hemisphaericum är en flockblommig växtart som beskrevs av Ignatz Urban. Eryngium hemisphaericum ingår i släktet martornar, och familjen flockblommiga växter. Inga underarter finns listade i Catalogue of Life.